# سمكة المهرج البحر الأحمر
سمكة المهرج البحر الأحمر (الإسم العلمي:Amphiprion bicinctus)، هو نوع من الأسماك يتبع جنس سمكة المهرج من فصيلة البوماسنتريدي، تستوطن البحر الأحمر.

## معرض صور

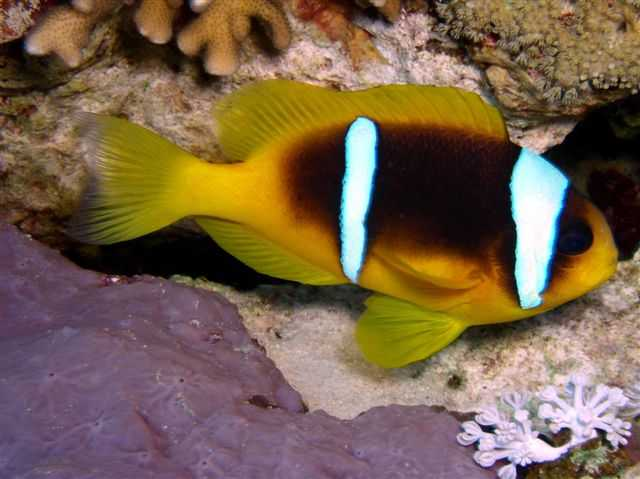
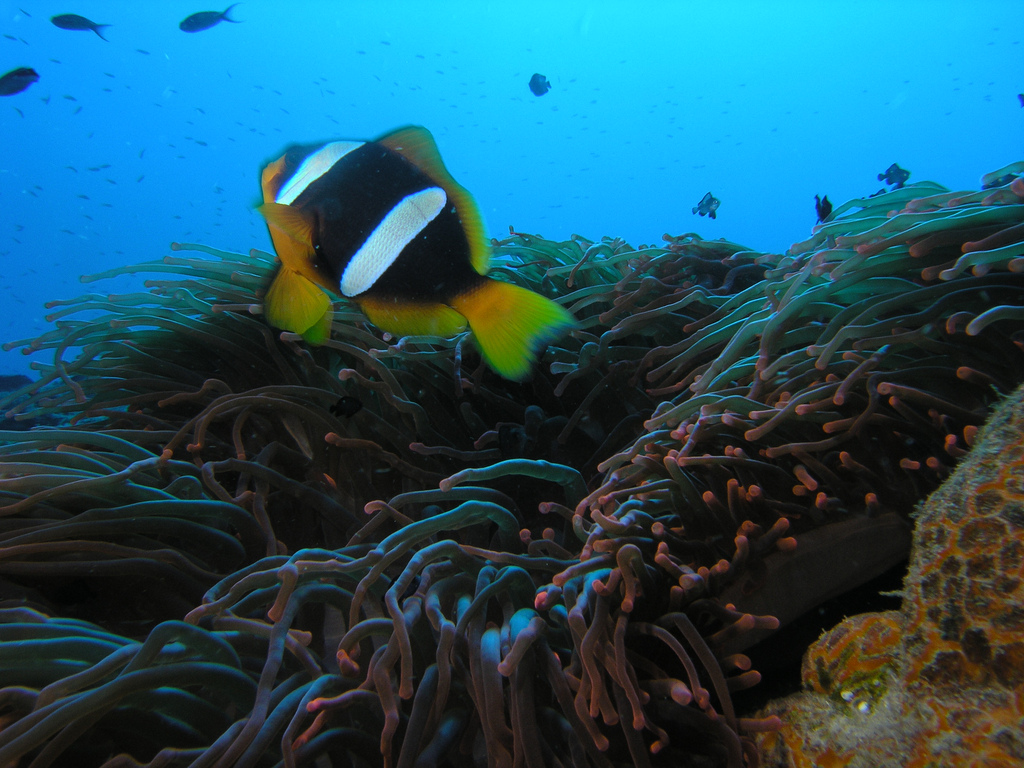
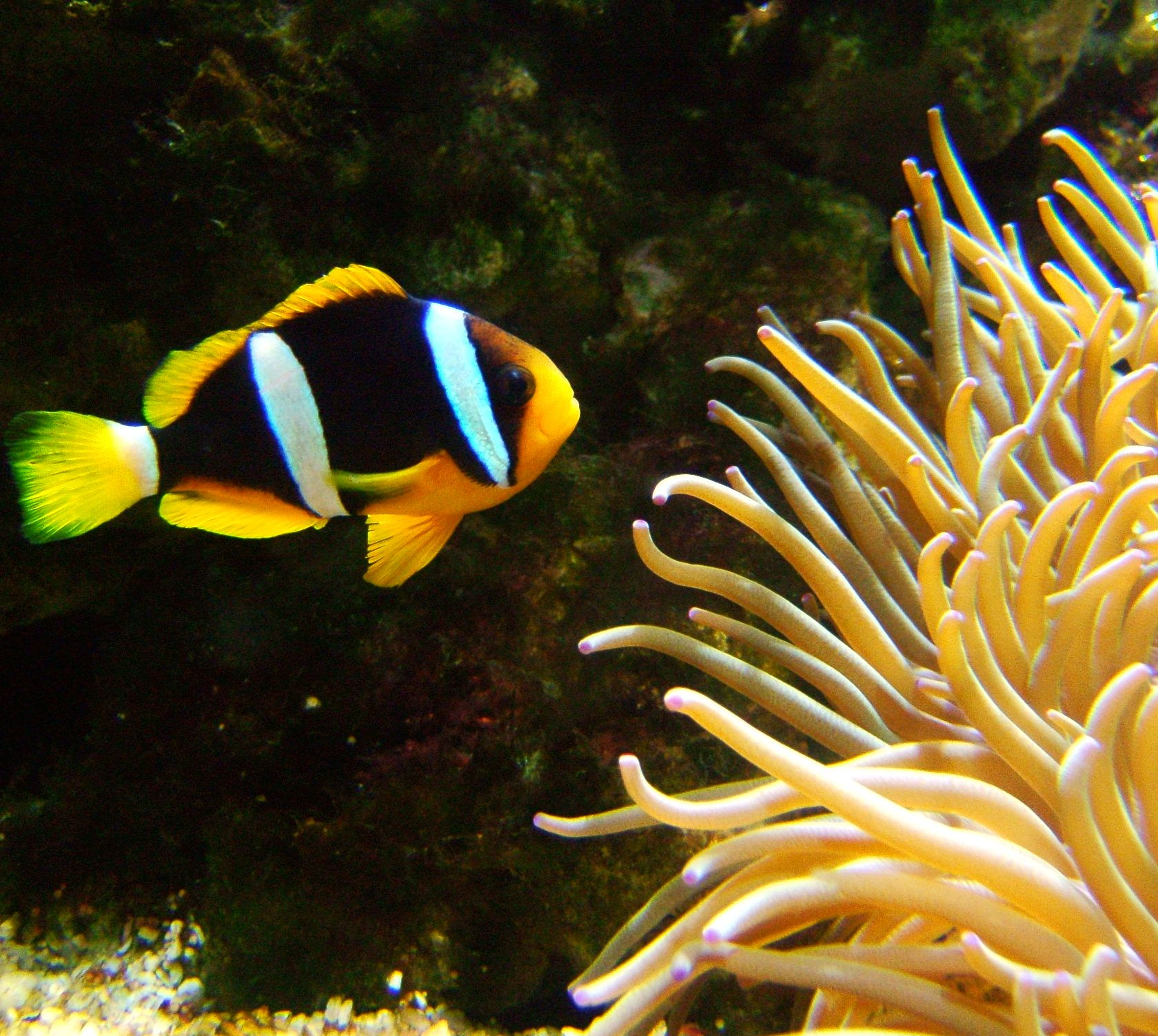